# Рогожникова, Галина Петровна
Гали́на Петро́вна Рого́жникова (18 февраля 1919, Омск — 18 августа 1999, Екатеринбург) — советский хоровой дирижёр. Заслуженный деятель искусств РСФСР (1985), профессор (1971).

## Биография
Окончила Уральскую государственную консерваторию (1945, класс А. Преображенского).
В 1944—1954 — главный дирижёр хоровой капеллы Свердловской филармонии. С 1946 — преподаватель Уральской консерватории, в 1970—1973 — проректор по научной работе.
Председатель правления хорового общества Свердловской области (1958—1983), член Президиума Всероссийского хорового общества (с 1983). Исследователь хорового искусства на Урале.
Скончалась 18 августа 1999 года. Похоронена на Широкореченском кладбище.
В Екатеринбурге ежегодно проводится фестиваль «Университетские хоровые собрания», названный именем Г. П. Рогожниковой.